# Mirosława Wojtczak
Mirosława Wojtczak (ur. 5 stycznia 1959 w Częstochowie) – polska charakteryzator filmowa.
Laureatka dwóch nagród na Festiwalu Polskich Filmów Fabularnych w Gdyni: w 1994 za kształt plastyczny filmu Cudowne miejsce (razem z Beatą Olszewską, Tadeuszem Kosarewiczem i Michałem Hrisulidisem) oraz w 2009 za charakteryzację w filmie Rewers. W 2011 otrzymała Nagrodę "Master of cinemagic" na VI Międzynarodowym Festiwalu Filmowym Cinemagic.pl w Warszawie. 

## Wybrana filmografia
charakteryzacja:
- Pociąg do Hollywood (1987)
- Pan Kleks w kosmosie (1988)
- Konsul (1989)
- Seszele (1990)
- Obcy musi fruwać (1993)
- Jańcio Wodnik (1994)
- Zawrócony (1994)
- Spis cudzołożnic (1994)
- Cudowne miejsce (1994)
- Pułkownik Kwiatkowski (1995)
- Szamanka (1996)
- Ogniem i mieczem (1999)
- Quo vadis (2001)
- Stara baśń (2003)
- Rewers (2009)
- Popiełuszko. Wolność jest w nas (2009)
- Galerianki (2009)
- Listy do M. (2011)
- 1920 Bitwa Warszawska (2011)